# Akademik iz Askanii
Akademik iz Askanii (Академик из Аскании) è un film del 1961 diretto da Vladimir Ivanovič Gerasimov.